# Alayah Pilgrim
Alayah Pilgrim (ar. عالية بيلكريم; ur. 29 kwietnia 2003 w Muri) – szwajcarsko-marokańska piłkarka, występująca na pozycji napastniczki we włoskim klubie AS Roma oraz w reprezentacji Szwajcarii. Uczestniczka Mistrzostw Europy 2025.

## Statystyki

### Klubowe
Na podstawie:
| Klub      | Sezonów | Liga                 | Liga  | Liga   | Puchar krajowy | Puchar krajowy | Kontynentalne | Kontynentalne | Suma  | Suma   |
| Klub      | Sezonów | Liga                 | Mecze | Bramki | Mecze          | Bramki         | Mecze         | Bramki        | Mecze | Bramki |
| --------- | ------- | -------------------- | ----- | ------ | -------------- | -------------- | ------------- | ------------- | ----- | ------ |
| FC Aarau  | 2       | Women's Super League | 25    | 14     | 1              | 1              | –             | –             | 26    | 15     |
| FC Basel  | 2       | Women's Super League | 27    | 9      | 6              | 0              | –             | –             | 33    | 9      |
| FC Zürich | 2       | Women's Super League | 26    | 11     | 11             | 8              | 11            | 1             | 48    | 30     |
| AS Roma   | 2       | Serie A              | 24    | 2      | 9              | 2              | 2             | 0             | 35    | 4      |
|           | Łącznie | Łącznie              | 102   | 36     | 27             | 11             | 13            | 1             | 142   | 48     |

### Reprezentacyjne
Na podstawie:
| Mecze z golami w reprezentacji | Mecze z golami w reprezentacji | Mecze z golami w reprezentacji | Mecze z golami w reprezentacji | Mecze z golami w reprezentacji | Mecze z golami w reprezentacji | Mecze z golami w reprezentacji |
| Lp.                            | Data                           | Miasto                         | Przeciwnik                     | Wynik                          | Gole                           | Rozgrywki                      |
| ------------------------------ | ------------------------------ | ------------------------------ | ------------------------------ | ------------------------------ | ------------------------------ | ------------------------------ |
| 1.                             | 31.10.2023                     | Zurych                         | Hiszpania                      | 1:7 (0:2)                      | 69'                            | Liga Narodów UEFA              |
| 2.                             | 23.02.2024                     | Marbella                       | Polska                         | 4:1 (2:0)                      | 45'                            | mecz towarzyski                |
| 3.                             | 09.04.2024                     | Baku                           | Azerbejdżan                    | 4:0 (2:0)                      | 51'                            | Eliminacje EURO 2025           |
| 4.                             | 06.07.2025                     | Berno                          | Islandia                       | 2:0 (0:0)                      | 90'                            | Mistrzostwa Europy 2025        |

## Sukcesy
Na podstawie:

### Klubowe
- Mistrzyni Szwajcarii 2022/23
- Mistrzyni Włoch 2023/24
- Puchar Włoch 2023/24
- Superpuchar Włoch 2025